# メキシコ海兵隊

海兵隊のエンブレム

海兵隊旗

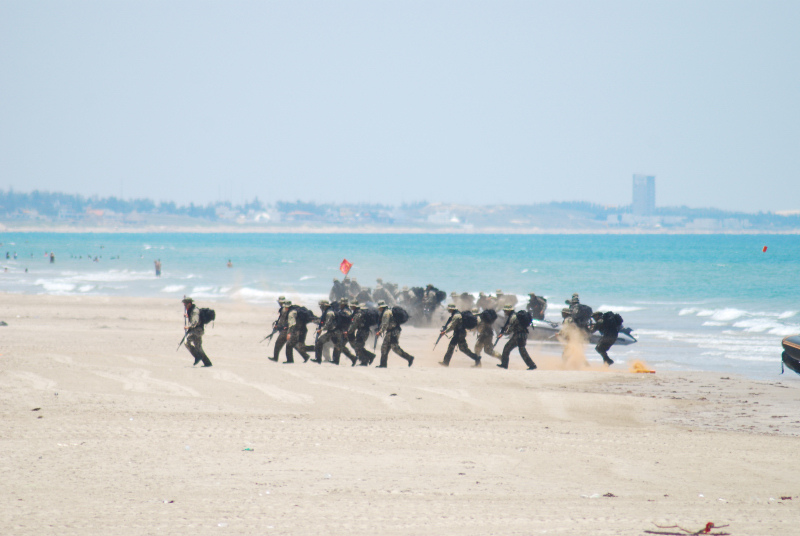
演習で海岸に上陸するメキシコ海兵隊

メキシコ海兵隊またはメキシコ海軍歩兵（スペイン語: El Cuerpo de Infantería de Marina）は、メキシコ海軍の中で、メキシコ国内の港湾や国外・海上保安を任務とする。2024年時点での総人員数は21,500名で、1個水陸両用連隊、32個海軍歩兵大隊、1個落下傘大隊、2個支援大隊および大統領警護大隊から成っている。

## 任務
- 指揮
- 水陸両用戦
- 空挺
- 偵察
- 即応救難
- 特殊作戦

### メキシコ麻薬戦争
麻薬カルテルの抗争が激化し、警察や陸軍が麻薬組織に買収などされたことから、麻薬組織と関わりの薄い海兵隊などメキシコ海軍が動員された。海兵隊は沿岸部ではない区域でも作戦を実行し、2016年には特殊部隊がシナロア州ロスモチスにてシナロア・カルテルのボス、ホアキン・グスマンを逮捕した。この時の銃撃戦で、抵抗に加担した5人を射殺、6人を逮捕した。

## 装備
- BTR-60 装甲兵員輸送車×3両[1]
- BTR-70 装甲兵員輸送車×26両[1]
- M-56 105mm榴弾砲×16門[1]
- Firos-25（英語版） 122mm多連装ロケット発射機×6両[1]
- 81mm迫撃砲[1]
- M40A1 106mm無反動砲[1]
- 9K38イグラ 地対空ミサイル[1]

このほか、M16A2小銃やM203 グレネードランチャーを個人火器として装備し、ウラル-4320など各種の非装甲車両および複合艇を輸送器材として保有している。

## 特殊部隊
- 特殊部隊 (メキシコ海軍) - 正式に2001年後半に設立された海軍の特殊作戦ユニット。スペイン語での表記はFuerzas Especiales,FES。海軍空挺大隊より派生し、現在は460人ほどの隊員が所属している。